# Calochortus syntrophus
Calochortus syntrophus är en liljeväxtart som beskrevs av Callahan. Calochortus syntrophus ingår i släktet Calochortus och familjen liljeväxter. Inga underarter finns listade.

## Bildgalleri

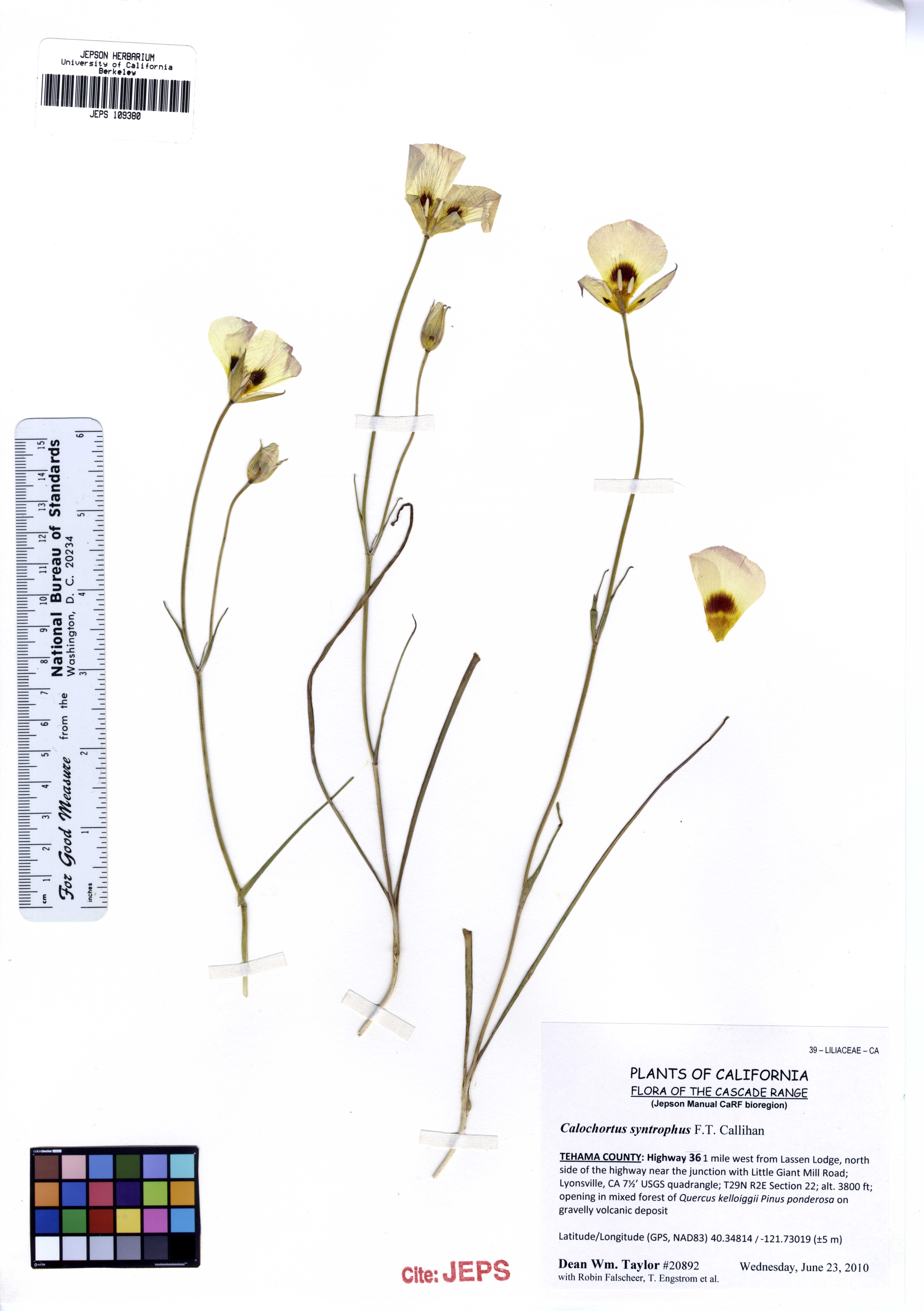